# ريتشل موريس
ريتشل موريس (بالإنجليزية: Rachel Morris)‏ هي مجدفة بريطانية، ولدت في 25 أبريل 1979 في غلدفورد في المملكة المتحدة.

## وصلات خارجية
- راشيل موريس على موقع الاتحاد الدولي للتجديف (الإنجليزية)
- راشيل موريس على موقع Paralympic.org (الإنجليزية)
- راشيل موريس على موقع اللجنة البارالمبية البريطانية (الإنجليزية)